# Кронан Премудрый
Кронан Мудрый (VIII век) — епископ ирландский. День памяти — 9 февраля.
Святого ирландского епископа Кронана назвали «мудрым» за то, что он систематизировал ирландское каноническое право.
Он любил литургию и скромность. Иногда считают, что под св. Кронаном понимается св. Ронан, епископ Лисморский.